# Joël Blomqvist
Joël Blomqvist, född 15 november 1840 i Stockholm, död 30 oktober 1930 i Kullerstads församling, Östergötlands län, var en svensk tapetserare, kompositör, predikant och författare. Han var farfar till Ingmar Blomqvist.
Blomqvist var son till en skräddare. Han utbildade sig till tapetserare och fick vid 19 års ålder anställning i Uppsala. Tidigt tjänstgjorde han som organist och sångledare i väckelsekretsar, och på helgerna for han på predikoresor i området runt staden. År 1874 blev Blomqvist kolportör i Uppsala stadsmission. Från och med årsskiftet 1877-78 var han verksam i Gävle som tapetserare och sångarpredikant, men efter några år flyttade familjen tillbaka till Uppsala. Under 1890-talet blev Stockholm deras bostadsort, och nästa decennium Motala. Från och med år 1915 vistades de några år hos en dotter i Skövde och till sist hos en son. Blomqvist avled i Kullerstad där sonen då blivit kyrkoherde.
Under sin livstid hade Blomqvist skrivit omkring 400 sångtexter och gett ut flera samlingar av sånger och melodier för kristet bruk. Hans melodier är inte mycket färre. Bland flera andra utgav han Fridstoner, Melodier i notskrift till Sions Nya Sånger, Pilgrimen, Sabbatsklockan (1878 med 50 sånger) och Barnens Sabbatsklocka 1903 (1: samlingen med 50 sånger för Söndagsskolan och hemmet, varav endast 8 sånger varit publicerade tidigare).
I Den svenska psalmboken 1986 är han representerad med tre psalmer: nummer 224, 280 och 300. Därtill finns han rikligt representerad i Svenska Missionsförbundets sångböcker av olika årgångar (SMF 1920, SMF 1935), och psalmböcker som Herde-Rösten 1892, Psalmer och Sånger 1987 (P&S), Frälsningsarméns sångbok 1990 (FA) och i Lova Herren 1988 är han representerad med 14 psalmtexter. Hans sånger publicerades också för svenska behov i USA, bland annat i Ancora 1901.